# 寬銀幕電影

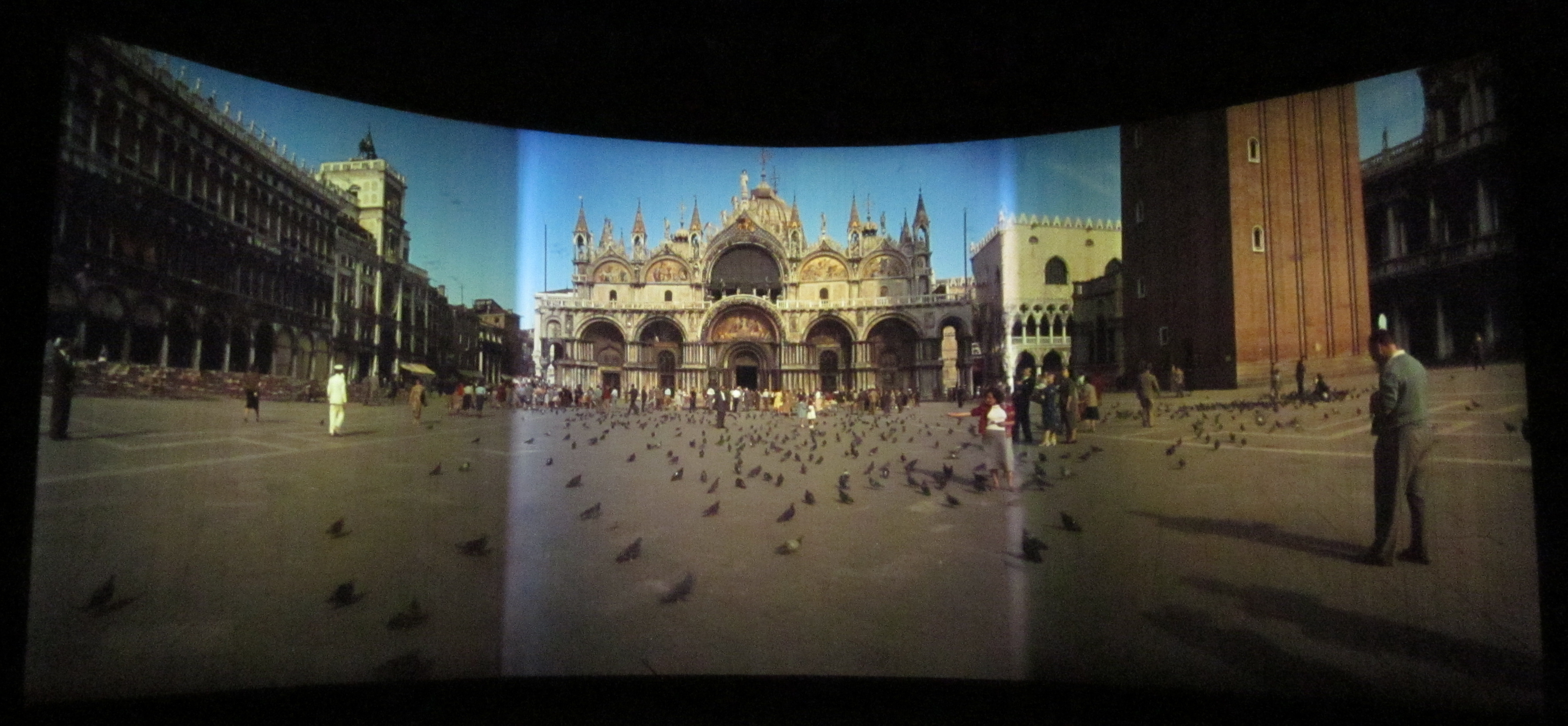
“這是寬銀幕電影”的場景

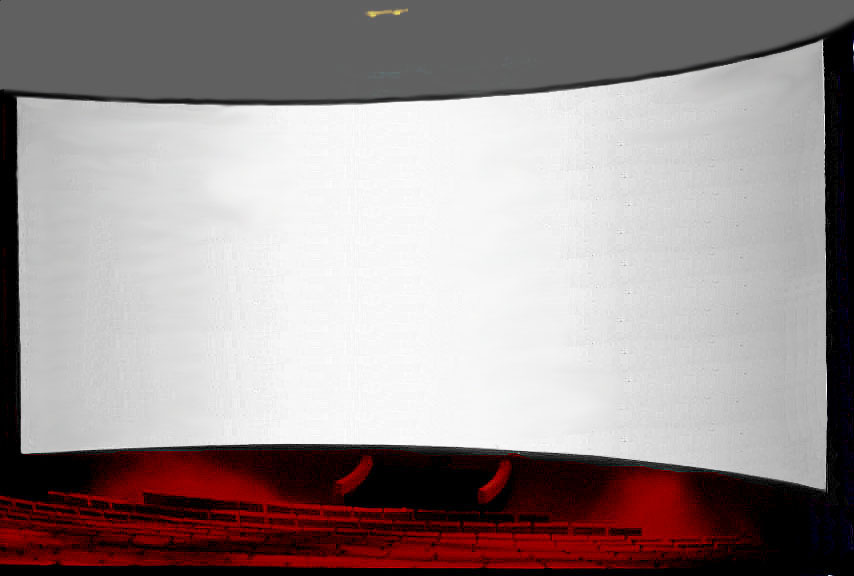
阿姆斯特丹 貝爾維尤的寬銀幕電影屏幕

寬銀幕電影是一種寬螢幕工藝，最初將圖像同時從三個同步的35 毫米投影儀投影到一個巨大的，深度彎曲的屏幕上，對著146°的弧形。